# Herbstkrise 1850

Deutsche Herbstkrise 1850 zwischen den Unionsstaaten (gelb) und den im Bundestag vertretenen Einzelstaaten (rosa und dunkelrot)

Als Herbstkrise oder Novemberkrise bezeichnet man eine politisch-militärische Auseinandersetzung in Deutschland im Jahre 1850. Gegenüber standen sich einerseits Österreich mit denjenigen deutschen Staaten, die den Deutschen Bund wiederherstellen wollten, und andererseits Preußen, das dabei war, einen neuen Bundesstaat zu errichten (die Erfurter Union). Darüber kam es beinahe zum Krieg in Deutschland, der schließlich durch Preußens Zurückweichen vermieden wurde.
Der Gegensatz war im Frühjahr 1849 entstanden: Der preußische König lehnte zwar die Paulskirchenverfassung ab, machte den deutschen Staaten aber zeitnah das Angebot, ein deutsches Reich auf konservativerer Grundlage zu gründen. Durch seine Halbherzigkeit hatte der König diese Erfurter Union im Frühjahr 1850 bereits de facto scheitern lassen, doch spitzte sich der Konflikt mit Österreich und dessen Verbündeten im Laufe des Jahres zu. Österreich und Bayern beabsichtigten, im Namen des Deutschen Bundes in Kurhessen einzumarschieren, um dem bedrängten dortigen Fürsten beizustehen. Durch Kurhessen verliefen aber die Militärstraßen, die den Westteil Preußens (Rheinland und Westfalen) mit dem Ostteil verbanden. Diese Straßen wollte Preußen militärisch schützen.
Nachdem es bereits zu einem Feuergefecht in Kurhessen gekommen war, vermittelte der  russische Zar zwischen beiden Seiten. Preußen musste im Kriegsfalle demokratische Aufstände befürchten, außerdem hätte Russland Österreich unterstützt. Daher gab Preußen in der Olmützer Punktation seine Unionspolitik auf. Preußen hatte Konferenzen in Dresden veranlasst, auf denen eine mögliche Bundesreform besprochen worden war. Diese Konferenzen hatten allerdings nur zu kleinen Veränderungen geführt, sodass mit Zustimmung Preußens der Deutsche Bund im Wesentlichen wiederhergestellt wurde.

## Deutscher Dualismus

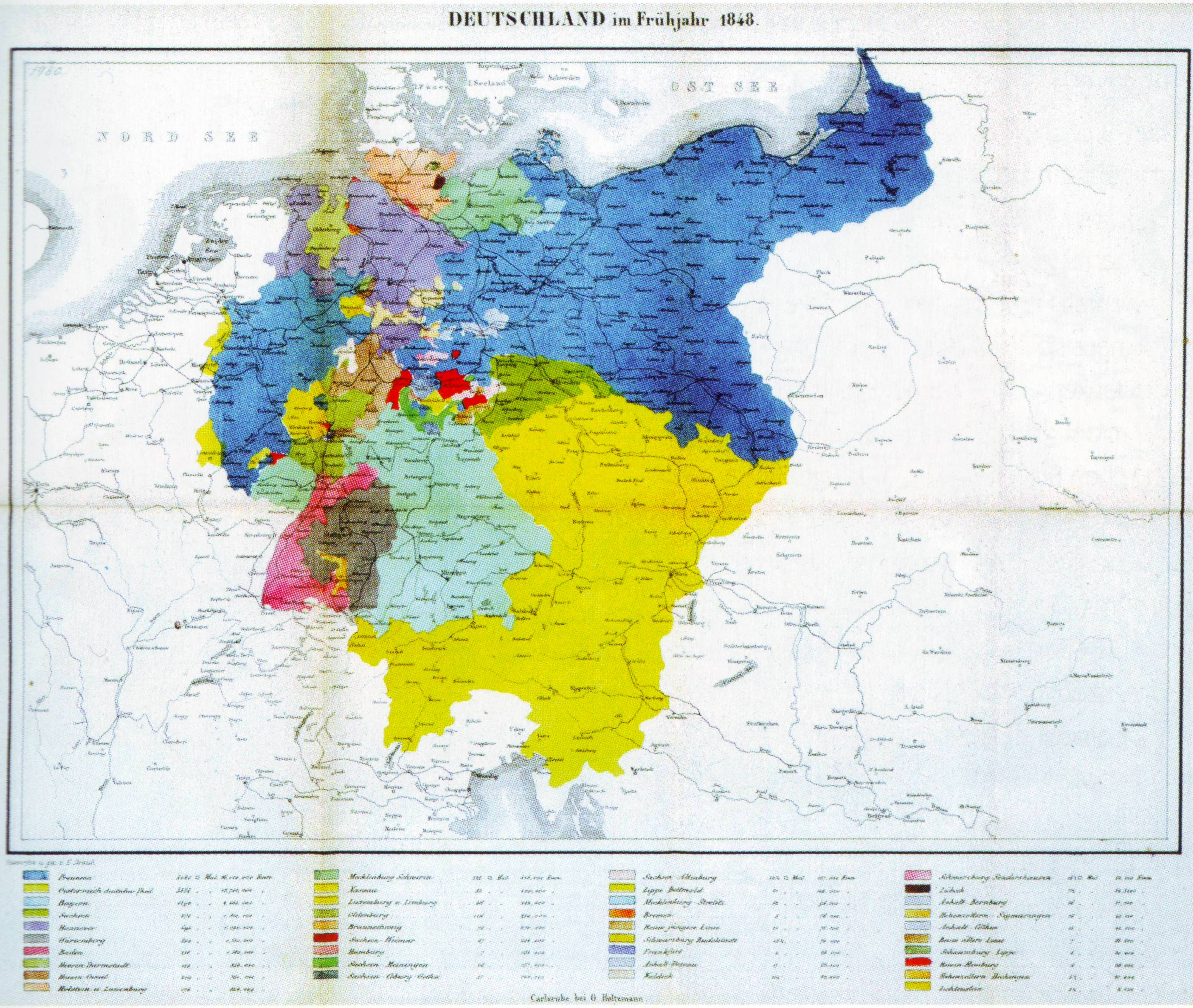
Zeitgenössische Karte um 1850, mit den Staaten des Deutschen Bundes. Preußen in Blau, Österreich in Gelb. (Die preußischen Ostprovinzen waren 1848–1851 Teil des Bundes.)

Seit dem ausgehenden Mittelalter war das habsburgische Österreich die Hauptmacht im Heiligen Römischen Reich. Allerdings stieg spätestens im 18. Jahrhundert das norddeutsche Preußen auf, sodass sich eine Rivalität zwischen beiden Mächten entwickelte, der sogenannte Deutsche Dualismus. Nach 1815, in der Zeit des Deutschen Bundes, gehörte Preußen mit fast allen seinen Gebieten dem Bund an, Österreich hingegen nur mit seinem vorwiegend deutschsprachigen westlichen Teil. Der Bund war wesentlich ein Militärbündnis, diente aber auch zur Unterdrückung der liberalen, demokratischen und nationalen Bewegungen.
In der Revolutionszeit 1848/1849 lehnte Österreich einen deutschen Nationalstaat ab, egal ob mit oder ohne Teilen Österreichs. Stattdessen wollte es den alten Deutschen Bund als reinen Staatenbund wiederhergestellt sehen, allenfalls mit geringen Veränderungen, aber ohne Nationalparlament oder Nationalexekutive. Österreichs Maximalziel war, offiziell seit März 1849, ein Großösterreich, also ein deutscher Staatenbund einschließlich aller Gebiete Österreichs, die bislang außerhalb des Bundes gestanden hatten.
Preußen hingegen hatte in dieser Zeit Signale gegeben, dass es sich eine kleindeutsche Lösung unter preußischer Führung vorstellen konnte, also ein Deutschland ohne Österreich. Der preußische König Friedrich Wilhelm IV. hatte im April 1849 die liberale Frankfurter Reichsverfassung abgelehnt, doch sogleich ein Einigungsprojekt vorgeschlagen, das später als Erfurter Union bekannt wurde. Zwar schlossen sich im Mai 1849 die kleineren Staaten sowie die Königreiche Sachsen und Hannover an (Dreikönigsbündnis), doch im Laufe der Monate fielen die beiden Königreiche ab und ebenso einige Kleinstaaten, darunter im Mai 1850 auch das Kurfürstentum Hessen (Kurhessen).

## Holstein

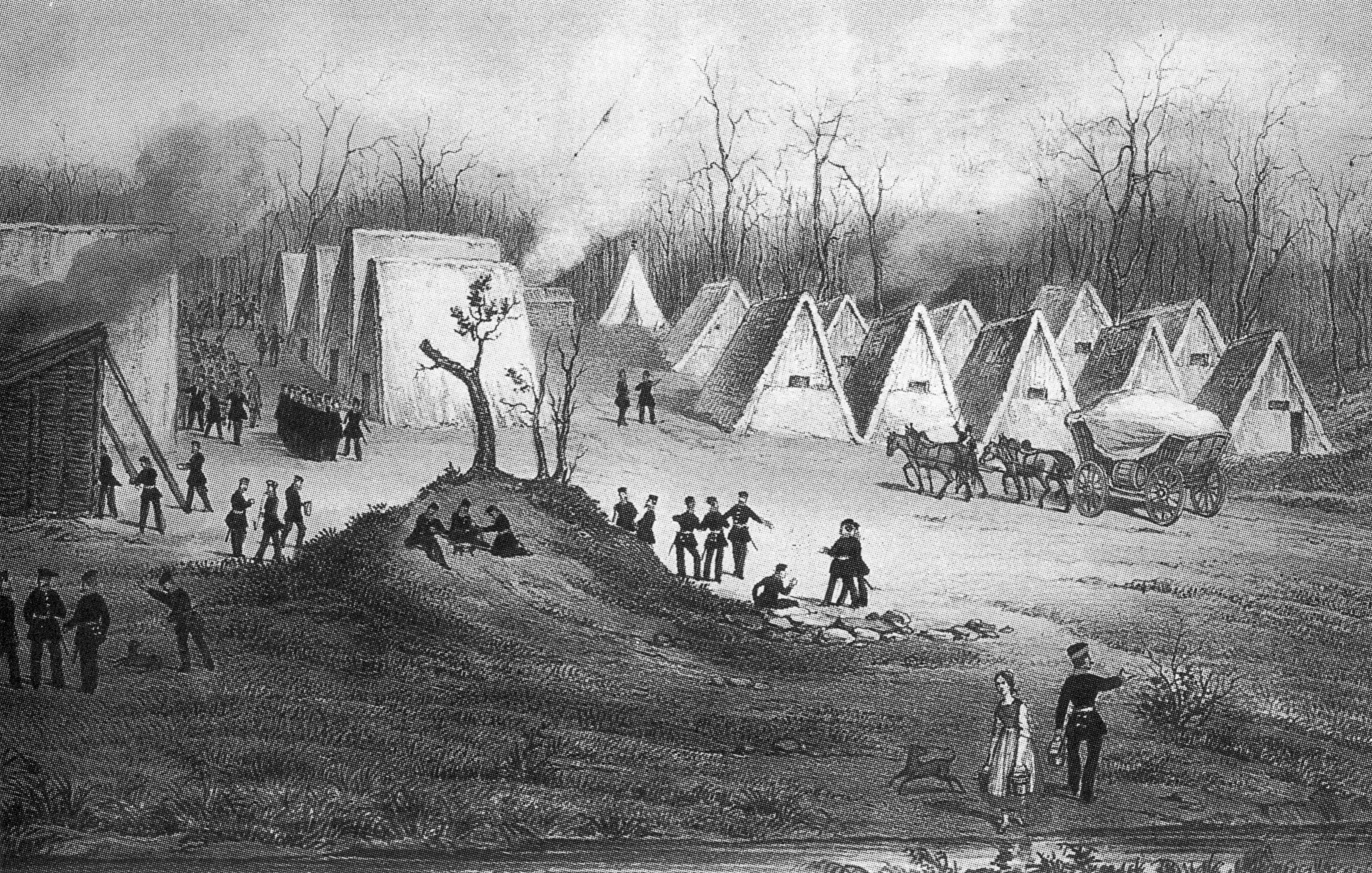
Lager der Schleswig-Holsteinischen Armee bei Rendsburg, 1850

Im April 1848 hatten die Schleswig-Holsteiner gegen ihren Landesherrn, den dänischen König Friedrich VII., rebelliert. Diese Schleswig-Holsteinische Erhebung führte zu einem Krieg, der mehrmals durch Waffenstillstände unterbrochen wurde. Noch im Auftrag des alten Bundestags, also des Deutschen Bundes, griffen Preußen und andere Staaten auf der Seite der Schleswig-Holsteiner ein. Dänemark aber wurde diplomatisch von den Großmächten Großbritannien und Russland unterstützt.
Das Deutsche Reich hatte Anfang 1849, als Nachfolger des Deutschen Bundes, eine Statthalterregierung in Schleswig-Holstein eingesetzt. Ab dem 10. Juli 1849 waren die Schleswig-Holsteiner jedoch auf sich allein gestellt, da Preußen mit Dänemark einen Waffenstillstand geschlossen hatte. Ihm zufolge sollte nur noch Holstein von der Statthalterregierung regiert werden, Schleswig kam unter eine von Dänemark kontrollierte Kommission. Im Berliner Frieden vom 2. Juli 1850 gab Preußen die Statthalterregierung vollends auf: Dänemark sollte seine Herrschaft auch in Holstein militärisch wiederherstellen und notfalls den Deutschen Bund um Hilfe anrufen dürfen.

## Kurhessischer Konflikt

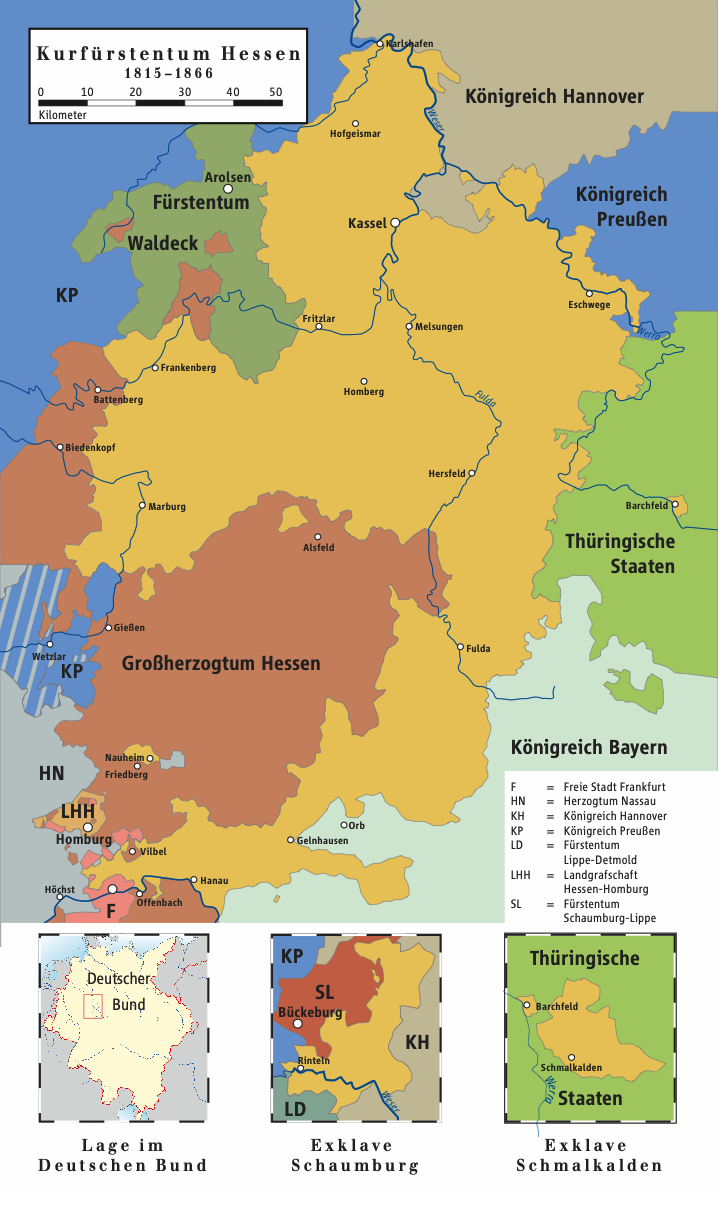
Kurhessen mit den Landesteilen Schmalkalden und Schaumburg 1815–1866

Kurfürst Friedrich Wilhelm ernannte im Februar 1850 wieder einen ultrakonservativen Regierungschef, Ludwig Hassenpflug. Da das kurhessische Landesparlament Hassenpflugs Haushaltsplan nicht genehmigte, löste der Kurfürst es zweimal auf (12. Juni und 2. September). Verfassungswidrig verfügte der Kurfürst dann den Haushaltsplan per Erlass. Weil die Abgeordneten, die Gerichte und die Beamten dagegen protestierten, stellte der Kurfürst das Land am 7. September, ebenfalls der Verfassung widersprechend, unter Kriegszustand. Der damit beauftragte Generalleutnant verwies aber auf seinen Verfassungseid und bat um seine Entlassung. Der gesamte Staatsapparat widersetzte sich dem Kurfürsten.
Der Kurfürst berief sich bei seinen Maßnahmen auf Bundesrecht, vornehmlich auf die Sechs Artikel vom 28. Juni 1832. Denen zufolge durfte das Landesparlament dem Monarchen nicht die Mittel verweigern, die nötig waren, um den Bundespflichten zu genügen. Fraglich an dieser Argumentation war nicht nur, ob die Sechs Artikel den kurhessischen Verfassungsbruch rechtfertigten: Der Bundestag hatte am 2. April 1848 solche Ausnahmegesetze wie die Sechs Artikel abgeschafft. Als die kurhessische Regierung am 12. September aus der Hauptstadt Kassel floh, forderte sie den Bundestag zu einer Bundesintervention nach Art. 26 der Wiener Schlussakte auf. Die Bundesintervention sollte den Widerstand in Kurhessen gewaltsam unterdrücken. Allerdings setzte Art. 26 voraus, dass eine bedrängte Regierung selbst sich verfassungsgemäß verhalten hatte.

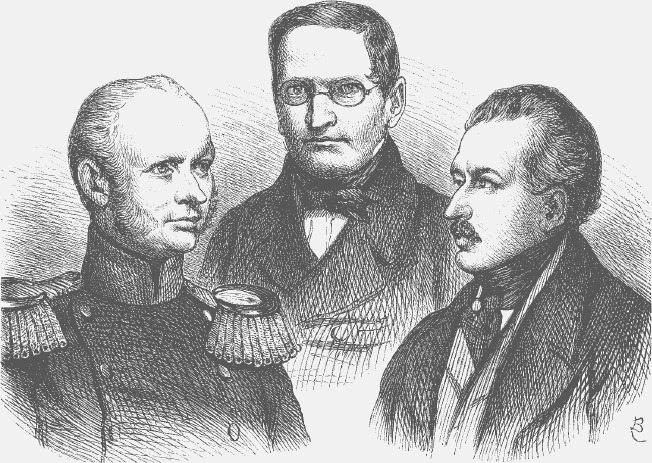
Die wichtigsten Berater des preußischen Königs: Graf Brandenburg, Manteuffel und Radowitz

Für Preußen hatten die Vorgänge in Kurhessen eine immense Bedeutung: Der westliche Teil Preußens (Rheinland, Westfalen) war vom östlichen geografisch getrennt, und durch Kurhessen verliefen wichtige Verbindungsstraßen. Über zwei Straßenzüge gab es seit 1834 eine preußisch-kurhessische Etappenkonvention, der zufolge preußische Truppen sie zum Durchmarsch verwenden durften. Es war bereits ein schwerer Schlag im Mai 1850, als Kurhessen sich von der Erfurter Union verabschiedete und sich stattdessen Österreich anschloss. Damit war die Union in zwei Hälften ohne Landverbindung geteilt. Hinzu kam: Kurhessen wäre zu einem Landkorridor geworden, durch den Truppen des Bundestages über Hannover auch Holstein erreichen konnten.

## Zuspitzung im Herbst
Österreich gelang es im Laufe der Jahre 1849 und 1850, eine Staatengruppe um sich zu versammeln, die das alte Bundesrecht noch in Kraft sah und den Bundestag wieder handlungsfähig machen wollte. Preußen und seine Verbündeten hingegen lehnten den unvollständigen Bundestag als „Rumpfbundestag“ ab, der die alten Rechte des Bundestags nicht ausüben könne. Durch den Berliner Frieden vom Juli 1850 jedoch hatte Preußen das Bundesrecht grundsätzlich anerkannt, weil es einer möglichen Bundesintervention in Dänemark zugestimmt hatte. Während der ersten Monate 1850 hatte die preußische Regierung das Unionsprojekt außerdem nur noch sehr halbherzig verfolgt, da der Verfassungsentwurf ihr immer noch zu liberal war.

### Septemberbeschlüsse und Einigung im Oktober
Am 2. September 1850 sah der Bundestag sich als erneuert an, mit zwölf der alten Mitgliedsstaaten, und bereitete die rechtlichen Voraussetzungen für eine Bundesintervention in Holstein vor, die der dänische König in seiner Eigenschaft als holsteinischer Herzog beantragt hatte. Am 12. Oktober gab es wieder eine Exekutionskommission, die über solche Fälle beriet. Dazu stellte der Bundestag sich am 21. September auf die Seite des hessischen Kurfürsten: Der Bundestag behalte sich alle Maßnahmen vor, um den Kurfürsten bei der Wiederherstellung seiner landesherrlichen Autorität zu unterstützen.

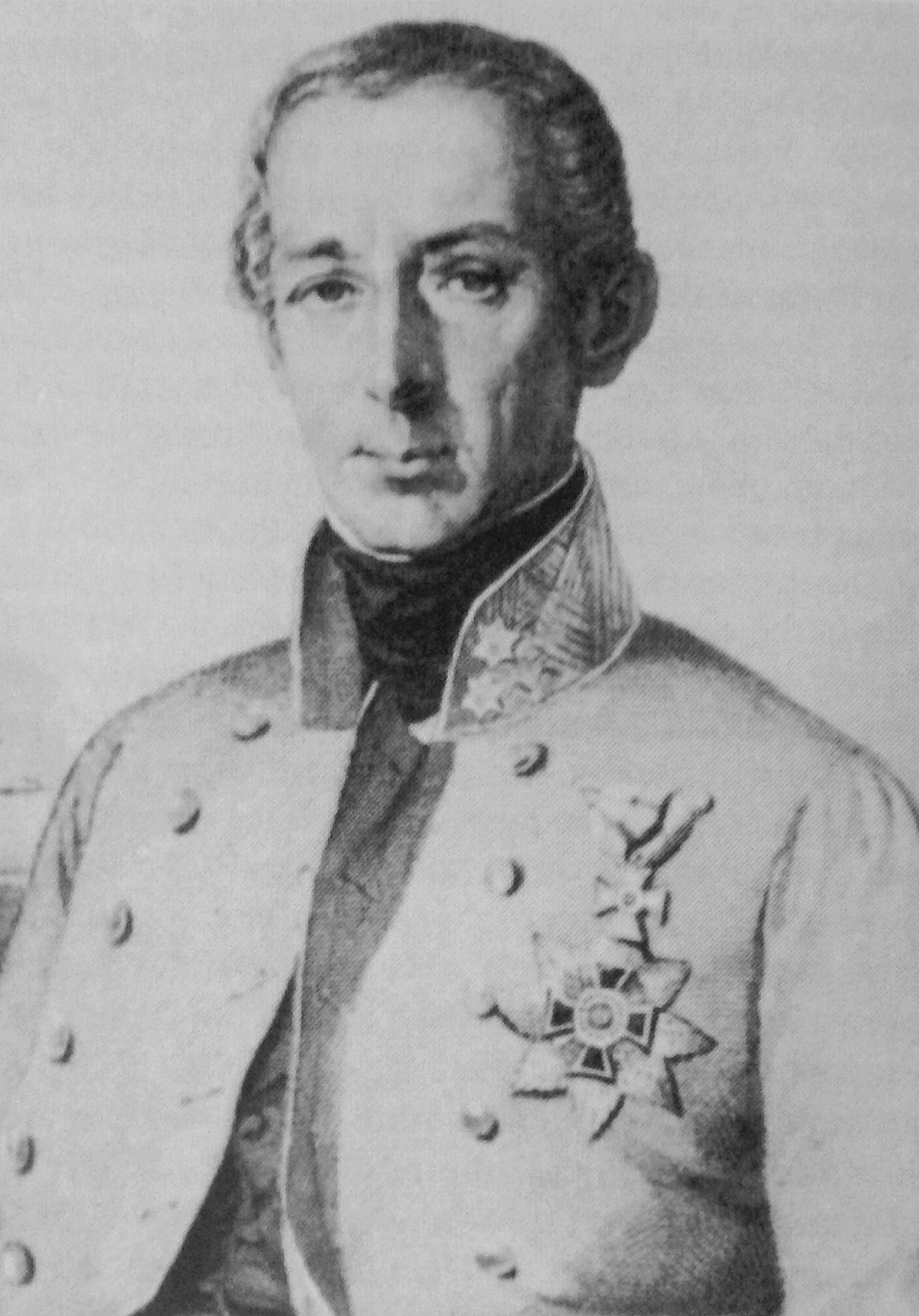
Der österreichische Ministerpräsident Felix zu Schwarzenberg

Preußen sah die Septemberbeschlüsse des Bundestags als Bedrohung seiner Existenz an und bestritt ihre Rechtmäßigkeit. Außerdem sei Kurhessen immer noch an die Unionsverfassung gebunden. Der Berater des Königs und Vordenker der Union, Joseph von Radowitz, konnte in dieser Zeit Friedrich Wilhelm IV. wieder für die Union erwärmen; am 26. September 1850 wurde Radowitz sogar preußischer Außenminister. Währenddessen ermutigte Preußens Haltung den Widerstand in Kurhessen, am 10. Oktober baten fast alle Offiziere um den Abschied, um die Maßnahmen des Kurfürsten nicht ausführen zu müssen. Ernst Rudolf Huber verweist auf den Widerspruch, dass Preußen einerseits militärische Disziplin über alles stellte und damit die Revolution 1849 erfolgreich niedergeschlagen hatte, aber andererseits jetzt ureigenes Interesse am passiven Widerstand der kurhessischen Armee hatte.
Österreich und seine mächtigsten Verbündeten Bayern und Württemberg wiederum unterzeichneten am 12. Oktober den Bregenzer Vertrag. Bayern nahm die Bundesintervention in Kurhessen auf sich; sollte Preußen sich ihr entgegenstellen, würden die drei Vertragspartner Preußen mit einer Bundesexekution in die Knie zwingen. Auf Preußen wirkte der Vertrag wie eine Kriegsdrohung. Zur Entschärfung des Konflikts trafen sich am 25. Oktober unter anderem der preußische Ministerpräsident Friedrich Wilhelm von Brandenburg und sein österreichischer Amtskollege Felix zu Schwarzenberg in Warschau. Unter russischem Druck unterzeichneten sie ein Abkommen, bei dem Preußen im Wesentlichen seine Politik aufgab und dafür eine künftige Bundesreform in Aussicht gestellt bekam.

### Ereignisse in Kurhessen im November

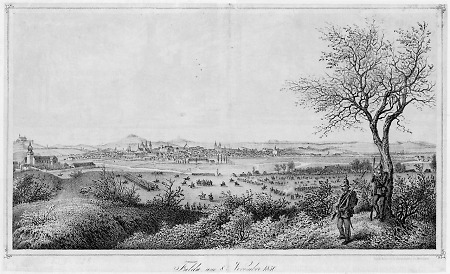
Bei Fulda am 8. November 1850, mit preußischen Soldaten im Vordergrund

Die Beilegung des Konflikts wurde allerdings Anfang November 1850 durch Ereignisse in Kurhessen in Frage gestellt. Am 26. Oktober beschloss der Bundestag den Einmarsch, und am 1. November drangen bayerisch-österreichische Truppen in Kurhessen ein. Im daraufhin wieder ausbrechenden Streit im preußischen Kabinett behielten die verständigungsbereiten Minister noch die Oberhand; Preußen forderte von Wien nur, dass die preußischen Etappenstraßen in Kurhessen nicht beeinträchtigt werden.
Österreich aber verlangte von Preußen, seine Truppen in Kurhessen, die die Straßen sichern sollten, zurückzuziehen. Das erschien aber dem preußischen Kabinett als unerträgliche Zumutung. Friedrich Wilhelm IV. ordnete am 5. November die allgemeine Mobilmachung an. Am 8. November kam es zu einem Schusswechsel zwischen preußischen und bayerischen Truppen bei Bronnzell (südlich von Fulda); Offiziere griffen allerdings ein und verhinderten weitere Kampfhandlungen.
Noch am 21. November eröffnete der König den preußischen Landtag mit einer kriegerischen Rede, in der er die Mobilmachung rechtfertigte. Drei Tage später stellte Schwarzenberg ein Ultimatum, das den vollständigen Rückzug Preußens aus Kurhessen in 48 Stunden forderte. „Krieg schien nun unausweichlich“, so David E. Barclay. Aber Otto Theodor von Manteuffel, der seit dem 6. November den plötzlich verstorbenen Graf Brandenburg als Ministerpräsident ersetzte, erreichte über den österreichischen Gesandten in Wien ein Treffen mit Schwarzenberg in Olmütz in Mähren.

## Folgen
Preußen wich vor dem Risiko eines Krieges gegen Bundestruppen und Russland aus und gab die Erfurter Union endgültig auf. Radowitz hatte schon am 2. November das Kabinett verlassen. Manteuffel unterzeichnete am 29. November die Olmützer Punktation mit Österreich. Sie bestätigte das Warschauer Abkommen und vereinbarte die Demobilmachung auf beiden Seiten. Am 2. Dezember ratifizierte das preußische Kabinett die Vereinbarung. Der hochkonservative Manteuffel ging gestärkt aus der Krise und blieb acht Jahre lang Ministerpräsident; Gewinner war auch Schwarzenberg, der nie Krieg mit Preußen gewünscht hatte. Er wollte nur die „Radikalen“ (die Nationalkonservativen wie Radowitz) in der preußischen Regierung loswerden und mit den Hochkonservativen zusammenarbeiten.
Der Deutsche Bund sollte demzufolge noch nicht als handlungsfähig gelten. Über die Fragen der Wiederherstellung und eine von Preußen geforderte Bundesreform sollte eine Ministerkonferenz beraten. Auf den Dresdner Konferenzen 1850/1851 gelang es aber weder Österreich, sein Großösterreich durchzusetzen, noch Preußen, den Deutschen Bund zu stärken. Gerade die Mittelstaaten fürchteten eine österreichisch-preußische Einigung zu ihren Ungunsten. Im Wesentlichen wurde daher im Sommer 1851 der alte Deutsche Bund wiederhergestellt.
In Kurhessen erkannte Österreich indirekt die Anwesenheit der preußischen Truppen an. Kassel sollte gemeinschaftlich von Österreich und Preußen besetzt werden. Ansonsten zog Preußen seine Truppen zurück und Bayern besetzte das Land. In Holstein übernahmen, Anfang 1851, ein österreichischer und ein preußischer Bundeskommissar die Herrschaft von der Statthalterregierung und reichten sie später an Dänemark weiter.
Zu einer tatsächlichen militärischen Auseinandersetzung zwischen Österreich und Preußen kam es schließlich im Sommer 1866. Preußen hatte den Bundesbeschluss vom 14. Juni zum Anlass genommen, den Bund für aufgelöst zu betrachten. Es besiegte im Deutschen Krieg Österreich, Bayern und die anderen bundestreuen Staaten und gründete schließlich den Norddeutschen Bund.

## Belege
1. ↑  Manfred Luchterhand: Österreich-Ungarn und die preußische Unionspolitik 1848–1851. In: Gunther Mai (Hrsg.): Die Erfurter Union und das Erfurter Unionsparlament 1850. Böhlau, Köln [u. a.] 2000, S. 81–110, hier S. 84–87.
2. ↑  Ernst Rudolf Huber: Deutsche Verfassungsgeschichte seit 1789. Band II: Der Kampf um Einheit und Freiheit 1830 bis 1850. 3. Auflage, W. Kohlhammer, Stuttgart [u. a.] 1988, S. 904 f.
3. ↑  Ernst Rudolf Huber: Deutsche Verfassungsgeschichte seit 1789. Band II: Der Kampf um Einheit und Freiheit 1830 bis 1850. 3. Auflage, W. Kohlhammer, Stuttgart [u. a.] 1988, S. 908–911.
4. ↑  Ernst Rudolf Huber: Deutsche Verfassungsgeschichte seit 1789. Band II: Der Kampf um Einheit und Freiheit 1830 bis 1850. 3. Auflage, W. Kohlhammer, Stuttgart [u. a.] 1988, S. 909, 911 f.
5. ↑  Ernst Rudolf Huber: Deutsche Verfassungsgeschichte seit 1789. Band II: Der Kampf um Einheit und Freiheit 1830 bis 1850. 3. Auflage, W. Kohlhammer, Stuttgart [u. a.] 1988, S. 908, 913.
6. ↑  Ernst Rudolf Huber: Deutsche Verfassungsgeschichte seit 1789. Band II: Der Kampf um Einheit und Freiheit 1830 bis 1850. 3. Auflage, W. Kohlhammer, Stuttgart [u. a.] 1988, S. 909, 907.
7. ↑  Ernst Rudolf Huber: Deutsche Verfassungsgeschichte seit 1789. Band II: Der Kampf um Einheit und Freiheit 1830 bis 1850. 3. Auflage, W. Kohlhammer, Stuttgart [u. a.] 1988, S. 909, 912.
8. ↑  Ernst Rudolf Huber: Deutsche Verfassungsgeschichte seit 1789. Band II: Der Kampf um Einheit und Freiheit 1830 bis 1850. 3. Auflage, W. Kohlhammer, Stuttgart [u. a.] 1988, S. 907, 913–915.
9. ↑  Ernst Rudolf Huber: Deutsche Verfassungsgeschichte seit 1789. Band II: Der Kampf um Einheit und Freiheit 1830 bis 1850. 3. Auflage, W. Kohlhammer, Stuttgart [u. a.] 1988, S. 909, 915–917.
10. ↑  Ernst Rudolf Huber: Deutsche Verfassungsgeschichte seit 1789. Band II: Der Kampf um Einheit und Freiheit 1830 bis 1850. 3. Auflage, W. Kohlhammer, Stuttgart [u. a.] 1988, S. 917 f.
11. ↑  Ernst Rudolf Huber: Deutsche Verfassungsgeschichte seit 1789. Band II: Der Kampf um Einheit und Freiheit 1830 bis 1850. 3. Auflage, W. Kohlhammer, Stuttgart [u. a.] 1988, S. 909, 919.
12. ↑  David E. Barclay: Frederick William IV and the Prussian Monarchy, 1840–1861. Oxford University Press, Oxford 1995, S. 209.
13. ↑  David E. Barclay: Frederick William IV and the Prussian Monarchy, 1840–1861. Oxford University Press, Oxford 1995, S. 209 f.
14. ↑  Ernst Rudolf Huber: Deutsche Verfassungsgeschichte seit 1789. Band II: Der Kampf um Einheit und Freiheit 1830 bis 1850. 3. Auflage, W. Kohlhammer, Stuttgart [u. a.] 1988, S. 920.